# سباق ويكي
سباق ويكي (بالإنجليزية: Wikiracing)‏ هي لعبة يتنافس فيها اللاعبون على التنقل من صفحة ويكيبيديا إلى أخرى باستخدام الروابط الداخلية فقط. لها العديد من الأشكال والأسماء المختلفة، بما في ذلك لعبة ويكيبيديا، ومتاهة ويكيبيديا، وويكيسبيديا، وحروب ويكي، وكرة ويكيبيديا، وسباق ويكيبيديا والجري السريع في ويكيبيديا. أُنشِئت مواقع خارجية لتسهيل اللعبة.
أوصت بها صحيفة سياتل تايمز [الإنجليزية] باعتبارها هواية تعليمية جيدة للأطفال، وقالت صحيفة لارشمونت جازيت: "بينما لا أعرف أي مراهقين قد يستمتعون بقراءة موسوعة، إلا أنني سمعت أن الكثير منهم يقرؤونها في عملية لعب لعبة ويكيبيديا".
كان سباق الويكي المذهل حدثًا في أولمبياد التكنولوجيا [الإنجليزية].
يبلغ متوسط عدد الروابط التي تفصل بين أي صفحة في ويكيبيديا الإنجليزية وصفحة المملكة المتحدة 3.67، مما أدى إلى حظرها أحيانًا في اللعبة. كما أن القواعد الشائعة الأخرى، مثل عدم استخدام صفحة الولايات المتحدة، تزيد من صعوبة اللعبة.
يمكن استخدام قواعد سباق ويكيبيديا كطريقة لدراسة جوانب ويكيبيديا.

## روابط خارجية
- وكيبيديا:لعبة الويكي